# Grant Palmer
Grant Palmer (* 30. August 2002) ist ein US-amerikanischer Kinderdarsteller und Synchronsprecher.

## Leben
Seit 2014 trat Palmer als Kinderdarsteller in Erscheinung. Er ist in verschiedenen Filmen und Serien zu sehen, darunter als Nate aus der Serie Game Shakers – Jetzt geht’s App, als Gaststar und Waldo aus den Film Die kleinen Superstrolche retten den Tag.
Als Synchronsprecher lieh er die Hatchlings aus den Film Angry Birds – Der Film die Stimme. International bekannt ist er durch die englischsprachige Synchronisation des Lincoln Loud aus der Serie Willkommen bei den Louds. Nach der Folge Jahrmarkt der Eifersucht aus der Serie Willkommen bei den Louds beendete er die Synchronisation des Lincoln Loud.

## Filmographie
- 2014: Die kleinen Superstrolche retten den Tag
- 2015: Game Shakers – Jetzt geht’s App (1 Folge)

## Synchronisation
- 2016: Angry Birds – Der Film
- 2016: Willkommen bei den Louds